# Парма (провинция)
Па́рма (итал. Provincia di Parma) — провинция в Италии, в регионе Эмилия-Романья.

## География

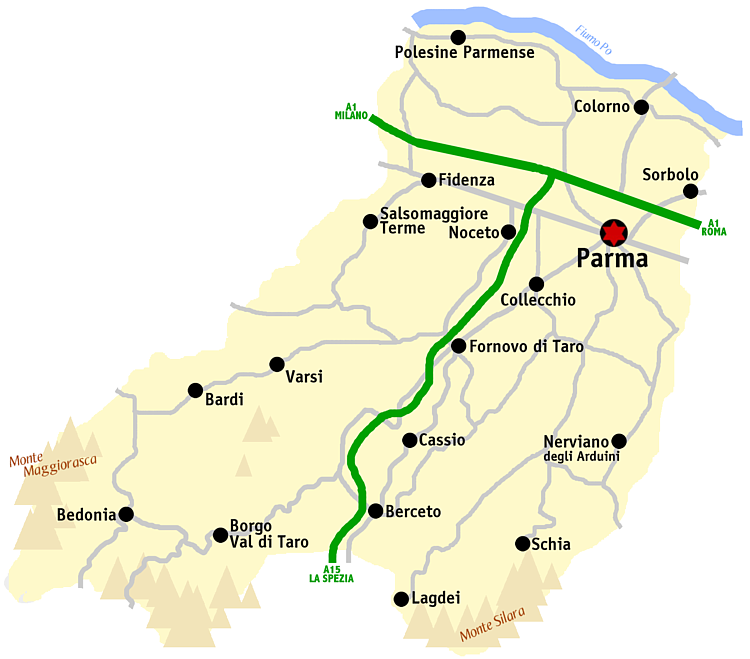
Карта провинции

Расположена в северной части страны. По северной границе протекает река По. Автодороги: Рим—Милан, Парма — Специя.

## История
В 183 году до н.э. Парма становится Римской колонией Julia Augusta. В 1515 г. папа Павел III передал Парму и Пьяченцу, с их областью и с титулом герцогства, своему незаконному сыну, Пьетро Луиджи Фарнезе. Через два года герцог Фарнезе вызвал своим деспотизмом заговор среди высших классов общества и был убит; в Пьяченце утвердился после этого миланский наместник императора Карла V, Гонзага, а Парма при помощи папских войск осталась за Оттавио Фарнезе, сыном Пьетро; в 1558 г. он вернул себе и Пьяченцу, по договору с Филиппом II.
В течение двух веков Парма и Пьяченца жили под властью династии Фарнезе жизнью небольшого самостоятельного итальянского государства с деспотическим управлением, блистая роскошью двора, по обычаю всех итальянских дворов покровительствовавшего развитию искусств (еще ранее пармские соборы и хранилища произведений искусства были поставлены на значительную высоту знаменитым Корреджо, жившим здесь в 1518 по 1530 г.). В 1731 г. династия Фарнезе прекратилась и Парма, с Пьяченцей, перешла по наследству (по женской линии) к инфанту испанскому Карлу, уступившему их (1735) австрийскому императору Карлу VI, в обмен за королевство Обеих Сицилий.

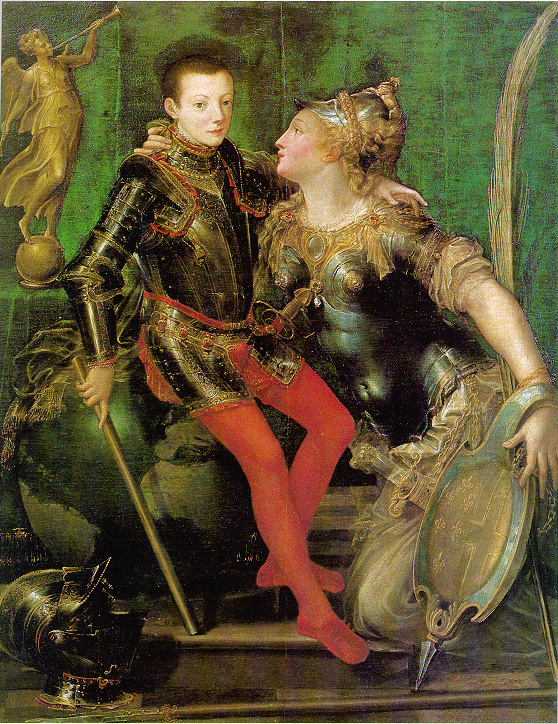
Аллегорический портрет Алессандро Фарнезе, герцога Пармского.

В 1743 г., по аахенскому миру, Мария-Терезия уступила их — вместе с Гвасталлой, которая с тех пор надолго входит в состав одного с ними государства, испанскому инфанту Филиппу. Управление Бурбонов в Парме мало чем отличалось от их управления в других странах: процветала инквизиция, мысль и слово находились под тяжелым гнетом, подати были весьма тяжелы. В 1796 г. Фердинанд, сын и (с 1765 г.) наследник Филиппа, оставленный Австрией во время революционных войн на произвол судьбы, откупился от французов 2000000 лир и 20 лучшими картинами из пармской галереи, но уже через год, по кампоформийскому миру, должен был уступить Цизальпинской республике свои владения по левому берегу По.
По договору между Францией и Испанией (1801) сын Фердинанда, Людовик, был сделан королём Этрурии, с обязательством уступить Франции Парму, Пьяченцу и Гвасталлу. В 1806 г. Наполеон отдал Гвасталлу своей сестре Паулине Боргезе. По парижскому миру 1814 г. и венскому договору 1815 г., Парма, Пьяченца и Гвасталла отданы Марии-Луизе, жене Наполеона, но, ввиду протестов Испании, в 1817 г. особым договором, заключенным в Париже, было постановлено, что после смерти Марии-Луизы герцогства переходят к наследникам Людовика, бывшего короля Этрурии, за исключением территории по левому берегу По, оставшейся за Австрией.
Управление Марии-Луизы, вполне подчинявшейся Меттерниху, не могло подавить стремлений к свободе и единству Италии. Хотя волнения 1831, 1833 и 1846 гг. были подавлены австрийскими войсками, но смерть Марии-Луизы, после которой герцогство пармское перешло к Карлу II, бывшему до тех пор герцогом Луккским, вызвала новые волнения. В 1860 году жители Пармы и Пьяченцы постановили присоединиться к объединённой Италии.

## Экономика
Провинция главным образом сельскохозяйственная, распространено виноградарство, молочное животноводство (производство сыра пармеджано (пармезан)). Широко распространено производство деликатесов: пармская ветчина, кулателло, различные сорта салями, элитные сорта вин, выращивание трюфелей.